# Le Kram
Le Kram (àrab: الكرم, al-Kram) és una ciutat de Tunísia entre la Goleta i Cartago, de la que la separen al nord Salambô i al sud Kheireddine, a la governació de Tunis, a uns 12 km de la ciutat de Tunis. La municipalitat, formada el 2001 per segregació de la Goleta) té 58.152 habitants i és capçalera d'una delegació amb 50.580 habitants.

## Infraestructures
Molt propers hi ha els terrenys de la Fira Internacional de Tunis. Té un canal que comunica el llac de Tunis amb la mar.

## Etimologia
La ciutat es va dir originalment Kram El Agâ (Kram (àrab: كرم الآغا, Kram al-Āḡā) i els francesos la van reanomenar Le Kram. La paraula àrab Kram vol dir ‘arbre fruiter’. Ahmed I va donar el domini d'aquestes terres al seu ministre de la guerra Mustafà Agha. Els europeus hi van construir mansions durant el domini francès.

## Administració
Com a delegació o mutamadiyya, duu el codi geogràfic 11 70 (ISO 3166-2:TN-12) i està dividida en set sectors o imades:
- Le Kram Est (11 70 51)
- Erriadh (11 70 52)
- El Bouhaïra (11 70 53)
- Sidi Fredj (11 70 54)
- Le Kram Ouest (11 70 55)
- Sidi Amor (11 70 56)
- Bir El Helou (11 70 57)

Al mateix temps, forma una municipalitat o baladiyya (codi geogràfic 11 15), dividida en tres circumscripcions o dàïres:
- El Kram Est (11 13 11)
- Sidi amor (El Kram Ouest) (11 13 12)
- Aïn Zaghouan (11 13 13)